# Comuna Smârdan, Galați
Smârdan este o comună în județul Galați, Moldova, România, formată din satele Cișmele, Mihail Kogălniceanu și Smârdan (reședința).

## Istoria Comunei Smârdan
Satul Smârdan a fost constituit în preajma anului 1887, pe vechea moșie a satului Corlățești, atestat la 12 mai 1546. Satul Corlățești, care mai exista în 1665, ajunge, prin moștenire, în stăpânirea Ilenei Movilă, soția cronicarului Miron Costin; apoi va rămâne doar o moșie, menționată în documente în perioada 1741-1742. Alte mențiuni, mai târzii, sunt din 1840 și 1856. Încă din anul 1837, moșia este numită Gheboasa, ca și pârâul care-i era hotar în partea de răsărit. Numele actual al comunei Smârdan evocă ocuparea de către trupele române, în timpul războiului pentru independență, a localității Smârdan, punct important în sistemul de apărare otoman. Întâia denumire, Corlățești, provine de la apelativul de origine maghiară „ corla" , care însemna " adăpost primitiv pentru vite", "colibă mică păstorească". Toponimul Corlățești poate fi deci, un argument pentru existența către sfârșitul secolului XV, a unui drum al transhumanței transilvănene către Balta Brateșului.
Cișmele este un sat atestat în 1812, ca moșie a Mănăstirii Precista din Galați. La 15 august 1825 era unită cu „Moșia Dracii", ulterior fiind numită Drăculești. Toponimul Dracea sau Drăculești este de origine onomastică. Dumitrache Dracea, pârcălab de Galați, care a judecat la 22 aprilie 1665 o pricină pentru satul Șendreni, a cumpărat o parte din moșia care i-a purtat numele. Numele satului Cișmele provine de la cuvântul de origine turcă cișmea, fântână zidită la suprafață.
Mihail Kolgălniceanu este un sat înființat în 1907 pe moșia comunei Cișmele. Denumirea se justifică prin interesul pe care omul politic, l-a manifestat pentru orașul Galați și zona înconjurătoare, deosebit de importante fiind intervențiile făcute în cadrul Corpurilor Legiuitoare, după 15 iunie 1847, și anume modificarea tarifului vamal, prin desființarea regimului de porto-franco.
Conform recensământului din 2011, comuna Smârdan are o populație de 4810 locuitori.

## Demografie
Componența etnică a comunei Smârdan
     Români (88%)
     Alte etnii (12%)
Componența confesională a comunei Smârdan
     Ortodocși (86,28%)
     Alte religii (1,24%)
     Necunoscută (12,49%)
Conform recensământului efectuat în 2021, populația comunei Smârdan se ridică la 5.342 de locuitori, în creștere față de recensământul anterior din 2011, când fuseseră înregistrați 4.810 locuitori. Majoritatea locuitorilor sunt români (88%). Din punct de vedere confesional, majoritatea locuitorilor sunt ortodocși (86,28%), iar pentru 12,49% nu se cunoaște apartenența confesională.

## Politică și administrație
Comuna Smârdan este administrată de un primar și un consiliu local compus din 15 consilieri. Primarul, Silviu Zinica[*], de la Partidul Social Democrat, este în funcție din octombrie 2020. Începând cu alegerile locale din 2024, consiliul local are următoarea componență pe partide politice:
|  | Partid                          | Consilieri | Componența Consiliului | Componența Consiliului | Componența Consiliului | Componența Consiliului | Componența Consiliului | Componența Consiliului | Componența Consiliului | Componența Consiliului |
|  | ------------------------------- | ---------- | ---------------------- | ---------------------- | ---------------------- | ---------------------- | ---------------------- | ---------------------- | ---------------------- | ---------------------- |
|  | Partidul Social Democrat        | 8          |                        |                        |                        |                        |                        |                        |                        |                        |
|  | Partidul Național Liberal       | 4          |                        |                        |                        |                        |                        |                        |                        |                        |
|  | Alianța pentru Unirea Românilor | 2          |                        |                        |                        |                        |                        |                        |                        |                        |
|  | Uniunea Salvați România         | 1          |                        |                        |                        |                        |                        |                        |                        |                        |